# Дуаз-Игрежаш (Вила-Верде)
Дуаз-Игрежаш (порт. Duas Igrejas) — населённый пункт и район в Португалии, входит в округ Брага. Является составной частью муниципалитета Вила-Верде. Находится в составе крупной городской агломерации Большое Минью. По старому административному делению входил в провинцию Минью. Входит в экономико-статистический субрегион Каваду, который входит в Северный регион.
Население составляет 1407 человек на 2001 год. Занимает площадь 13,36 км².